# Marie-Ève Marleau
Marie-Ève Marleau (Labrador City, 12 de febrero de 1982) es una deportista canadiense que compitió en saltos de plataforma. Ganó dos medallas de oro en los Juegos Panamericanos, en los años 2003 y 2007.

## Palmarés internacional
| Juegos Panamericanos | Juegos Panamericanos            | Juegos Panamericanos | Juegos Panamericanos   |
| Año                  | Lugar                           | Medalla              | Prueba                 |
| -------------------- | ------------------------------- | -------------------- | ---------------------- |
| 2003                 | Santo Domingo (Rep. Dominicana) | Medalla de oro       | Plataforma 10 m sincro |
| 2007                 | Río de Janeiro (Brasil)         | Medalla de oro       | Plataforma 10 m sincro |